# Toribio Esquivel Obregón
Toribio Esquivel Obregón (León, Guanajuato, 5 de septiembre de 1864 - Ciudad de México, 24 de mayo de  1946) fue abogado, político, periodista,  escritor, historiador y académico mexicano. Se especializó en la historia jurídica y política institucional, su obra refleja una visión eurocentrista, hispanista y tradicionalista.

## Semblanza biográfica
Fue hijo de Toribio Esquivel y de Rafaela Obregón. Realizó sus primeros estudios en su ciudad natal, siendo alumno fundador de la Escuela de Instrucción Secundaria.  En 1885 viajó a la Ciudad de México en donde ingresó a la Escuela Nacional de Jurisprudencia obteniendo el título de abogado en 1888. 
Regresó a León para ejercer su profesión, paralelamente dio clases de lengua griega y Filosofía en la Escuela de Instrucción Secundaria. Incursionó en la administración pública en el ayuntamiento de su ciudad, como periodista criticó el régimen del porfiriato y fue militante del Partido Nacional Antirreeleccionista.  Se trasladó a la Ciudad de México, una vez que Francisco I. Madero asumió la presidencia de la República, criticó la política agraria.
En 1913, después de los acontecimientos de la Decena Trágica, asumió la cartera de Hacienda, del 20 de febrero al 26 de septiembre, bajo el régimen de Victoriano Huerta. No concilió con la visión huertista e intentó renunciar a su cargo en varias ocasiones, no obstante, fue señalado como partícipe del gabinete del régimen golpista. Intento convencer a los expresidentes Porfirio Díaz, Francisco León de la Barra y Pedro Lascuráin de colaborar con el régimen huertista, sin embargo, el primero estaba en el exilio en Francia y el tercero se alejó de la política, por lo que solamente fue León de la Barra quien se unió a los reaccionarios.
Vivió exiliado en Nueva York desde finales de 1913 hasta 1924. Impartió clases de Derecho en la Universidad de Columbia de 1915 a 1920 y en la Universidad de Nueva York de 1915 a 1923. De regreso en México, se dedicó al estudio de las instituciones novohispanas, ejerció nuevamente su profesión e impartió clases en la Escuela Libre de Derecho y en la Facultad de Jurisprudencia en las que impartió las cátedras de Ciencia política, Historia del derecho mexicano, Derecho internacional e Historia del derecho internacional.
Fue miembro de la Sociedad Mexicana de Geografía y Estadística. En 1939 participó en la fundación del Partido Acción Nacional (PAN). Ese mismo año fue nombrado miembro de número de la Academia Mexicana de la Historia, ocupó el sillón n.º 16. Murió en la Ciudad de México el 24 de mayo de 1946. Sus documentos de investigación y su bibliografía se encuentran en el Archivo General de la Nación en un fondo que lleva su nombre.
Poco antes de su fallecimiento se le otorgó el galardón Manuel Orozco y Berra, que premia a historiadores de la ciencia jurídica.

## Obras publicadas
- Datos psicológicos para la historia de México, en 1906.
- El problema agrario en México, en 1912.
- Influencia de España y los Estados Unidos sobre México, en 1918.
- Ensayos sobre la reconstrucción de México, en 1920.
- La constitución de Nueva España y la primera constitución de México independiente, en 1925.
- México y los Estados Unidos ante el derecho internacional, en 1926.
- La raza española como elemento componente del pueblo mexicano, en 1926.
- Mi labor al servicio de México, en 1934.
- Hernán Cortés y el derecho internacional en el siglo XVI, en 1939.
- Biografía de don Francisco Javier Gamboa: ideario político y jurídico de Nueva España en el siglo XVIII, en 1941.
- Apuntes para la historia del derecho en México, cuatro volúmenes, de 1943 a 1948.